# Вургафт, Александр Алексеевич
Александр Алексеевич Вургафт (1905—1947) — начальник Главного управления военного снабжения (ГУВС) НКВД СССР, генерал-лейтенант интендантской службы (1944).

## Биография
Родился в еврейской семье, отец был конторщиком. Окончил 2 класса гимназии в Одессе, кавалерийскую школу РККА в Твери и Военную академию РККА им. М. В. Фрунзе в 1939. В РККА с 1920, в пограничных войсках ОГПУ—НКВД с 1923. Член ВКП(б) с августа 1928 (член ВЛКСМ в 1925—1928). Служил на Дальнем Востоке и в Восточной Сибири (последняя должность — начальник маневренной группы Отдельной Тункинской погранкомендатуры НКВД в селе Кирен).
С марта 1939 начальник Главного управления военного снабжения НКВД СССР, с февраля 1941 начальник Управления военного снабжения НКВД СССР, с апреля 1945 начальник Главного управления военного снабжения НКВД СССР, и одновременно в 1945—1946 заместитель начальника Главного управления по делам военнопленных и интернированных (ГУПВИ) НКВД СССР. В апреле 1946 освобождён от должности начальника Главного управления военного снабжения МВД СССР. В декабре того же года назначен начальником Управления военного снабжения войск МВД Вологодского округа.
Покончил жизнь самоубийством.

### Звания
- капитан с 1936;
- майор с 1938;
- комбриг с 9 марта 1939 (произведён из майора);
- генерал-майор интендантской службы с 4 июня 1940[3].
- генерал-лейтенант интендантской службы с 8 апреля 1944[4].

### Награды
- два ордена Красного Знамени (8 марта 1944; 3 ноября 1944);
- орден Кутузова 2-й степени (21 сентября 19450.
- два ордена Красной Звезды (26 апреля 1940, 14 апреля 1943);
- медаль «XX лет РККА» (22 февраля 1938)
- «Заслуженный работник НКВД» (6 января 1944).